# Perarella clavata
Perarella clavata är en nässeldjursart som först beskrevs av Jäderholm 1905.  Perarella clavata ingår i släktet Perarella och familjen Cytaeididae.
Artens utbredningsområde är Södra Ishavet. Inga underarter finns listade i Catalogue of Life.